# Kaseya Center
Il Kaseya Center (precedentemente noto come American Airlines Arena e FTX Arena) è un palazzetto dello sport situato nel quartiere residenziale di Downtown Miami a Miami, in Florida, lungo la Baia di Biscayne; viene impiegato per lo svolgimento di partite di basket e concerti e fu costruito per rimpiazzare la Miami Arena. L'arena ospita le partite casalinghe dei Miami Heat, squadra di basket della NBA. Dal 2000 al 2002 vi ha giocato anche la squadra femminile di basket delle Miami Sol della WNBA. Può ospitare dai 16 000 ai 19 600 spettatori.

## Storia
Approvato con un apposito referendum nel 1996, l'American Airlines nel 1999 si aggiudicò la sponsorizzazione e l'intitolazione dello stadio per 20 anni, spendendo 42 milioni di dollari. La costruzione, progettata dall'Arquitectonica & Heinlein Schrock Stearns, è costata 175 milioni di dollari. Come parte dell'accordo di sponsorizzazione, l'American Airlines aveva un aereo gigante dipinto sulla parte superiore del tetto dell'arena, con il logo nel centro. Il design è visibile dagli aerei che decollano e atterrano all'Aeroporto Internazionale di Miami.

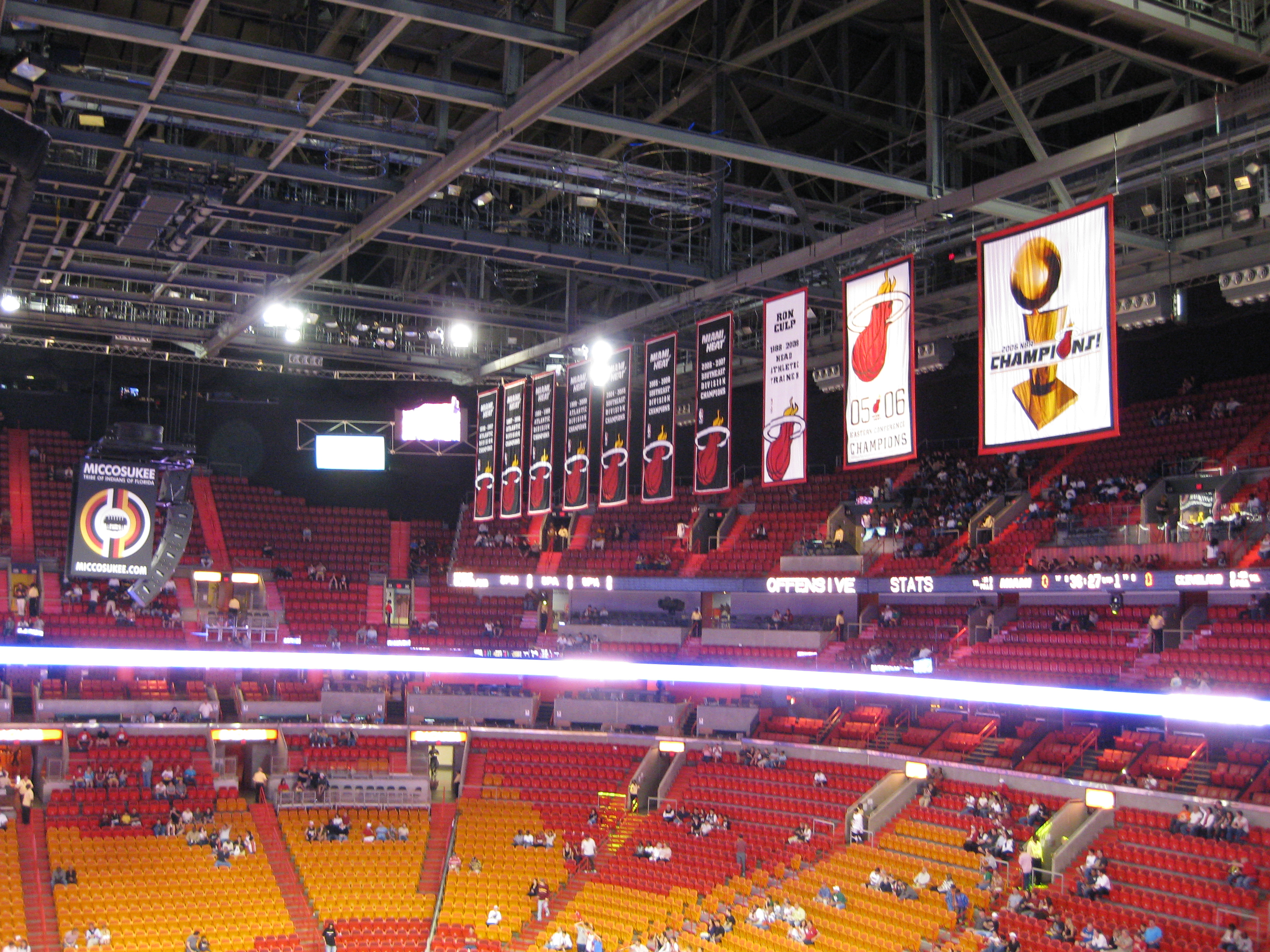
Gli stendardi degli Heat nell'arena

Nel novembre 1998 i lavori di costruzione furono ritardati a causa di un incendio. Il 31 dicembre 1999 l'AmericanAirlines Arena venne inaugurato con un concerto di Gloria Estefan. Due giorni dopo, il 2 gennaio 2000, i Miami Heat disputarono la loro prima partita nel nuovo stadio vincendo contro gli Orlando Magic per 111-103; la più alta media di spettatori a partita fatta registrare è stata di 19 954 nel 2005-2006. Anche le Miami Sol, fondate in quell'anno, iniziarono a giocare nell'AmericanAirlines Arena ma smisero nel 2002, in seguito allo scioglimento del club per problemi finanziari. L'AmericanAirlines Arena e l'American Airlines Center, hanno ospitato le NBA Finals 2006, in cui i Miami Heat hanno giocato contro i Dallas Mavericks; per questo motivo, la serie è stata soprannominata come la AmericanAirlines Series, e in quell'occasione gli Heat vinsero tutte e tre le gare casalinghe, la serie ha avuto un prologo in occasione delle NBA Finals 2011. L'arena ha ospitato anche numerosi concerti, i Latin Grammy Awards del 2003 e gli MTV Video Music Awards del 2004 e del 2005.
La società di trading di criptovalute FTX ha acquisito i diritti di denominazione dell'impianto nel 2021, ma in seguito al suo fallimento nel 2023,  l'arena ha cambiato nuovamente denominazione nell'attuale Kaseya Center.